# 雪岩祖欽
雪岩祖欽（1216年—1287年），釋祖欽，號雪岩，閩之漳州（今福建漳州）人。宋元臨濟宗楊岐派分支破庵系僧人，法嗣於徑山無準師範禪師。

## 生平
五歲出家，十六歲受具足戒，十八歲始遊方參學；初參雙林洎、妙峰善、石田薰、滅翁禮等諸老。
祖欽禪師悟道之後，先後住持過潭洲（治所在今湖南長沙）龍興、湘西（湖南湘潭）道林、處州(浙江境內）佛日、台州護聖及湖州光孝等道場。
南宋度宗鹹淳五年(1269)時，師住持於袁州(江西境內)仰山禪寺。
禪師於元世祖至元二十四年示寂，壽七十餘。臨終前，祖欽禪師將竹篦拂塵及法脈，並授記于高峰原妙禪師。

## 著作
其法學著作有《雪巖祖欽禪師語錄》四卷，收入《續藏經》。事見《語錄》，《續燈存稿》卷四有傳。釋祖欽詩，以輯自《語錄》的偈頌及其中單編之詩編三卷。

## 法嗣

### 師承
- 無準師範

### 弟子
- 高峰原妙

## 外部連結
- 臨濟宗楊岐派破菴系禪法的華嚴意涵 （页面存档备份，存于）
- 雪巖和尚語錄卷第一 （页面存档备份，存于）
- 雪巖和尚語錄卷第二 （页面存档备份，存于）
- 雪巖和尚語錄卷第三